# Tinovul Mohoș - Lacul Sf. Ana
Tinovul Mohoș - Lacul Sf. Ana este o arie protejată (arie specială de conservare — SAC, sit de importanță comunitară — SCI) din România, desemnată în scopul protejării biodiversității și menținerii într-o stare de conservare favorabilă a florei spontane și faunei sălbatice, precum și a habitatelor naturale de interes comunitar aflate în arealul zonei de protecție. Aceasta se întinde pe o suprafață de 434,4 ha, integral pe uscat.

## Localizare
Centrul sitului Tinovul Mohoș - Lacul Sf. Ana este situat la coordonatele 46°07′51″N 25°53′45″E / 46.130836°N 25.895894°E, în județul Harghita, pe teritoriul administrativ al comunei Cozmeni.

## Înființare
Situl Tinovul Mohoș - Lacul Sf. Ana (ROSCI0248) a fost declarat sit de importanță comunitară în decembrie 2007 pentru a proteja 2 specii de plante și 3 specii de animale. Situl a fost protejat și ca arie specială de conservare în mai 2022. Acesta include rezervațiile naturale Lacul Sfânta Ana și Tinovul Mohoș.

## Biodiversitate
Situată în ecoregiunea alpină, aria protejată conține 7 habitate naturale: Turbării active, Mlaștini turboase de tranziție și turbării mișcătoare, Mlaștini împădurite, Păduri aluvionare cu Alnus glutinosa și Fraxinus excelsior (Alno-Padion, Alnion incanae, Salicion albae), Păduri de fag dacice (Symphyto-Fagion), Păduri acidofile de Picea de la nivel montan la nivel alpin (Vaccinio-Piceetea), Liziere de ierburi înalte hidrofile de câmpie și de nivel montan până la alpin.
La baza desemnării sitului se află mai multe specii protejate:
- plante (2): curechi de munte (Ligularia sibirica), Meesia longiseta
- amfibieni (3): izvoraș-cu-burta-galbenă (Bombina variegata), triton cu creastă (Triturus cristatus), Triturus montandoni

Pe lângă speciile protejate, pe teritoriul sitului au mai fost identificate 29 de specii de plante, 1 specie de amfibieni, 23 de specii de nevertebrate.